# Anastasia Le-Roy
Anastasia Le-Roy, née le 11 septembre 1987 à Manchester, est une athlète jamaïcaine spécialiste du 400 mètres. Le-Roy s'est illustrée en tant que membre de l'équipe jamaïcaine féminine de relais 4x400 mètres, avec laquelle elle a établi un nouveau record de 3 minutes et 23,82 secondes lors des Jeux du Commonwealth de 2014,.

## Palmarès
| Date | Compétition                        | Lieu        | Résultat | Épreuve   | Temps         |
| ---- | ---------------------------------- | ----------- | -------- | --------- | ------------- |
| 2005 | Championnats panaméricains juniors | Windsor     | 2e       | 4 × 400 m | 3 min 36 s 99 |
| 2007 | Championnats du monde              | Osaka       | 2e       | 4 × 400 m | séries        |
| 2009 | Championnats CAC                   | La Havane   | 2e       | 4 × 400 m | 3 min 34 s 02 |
| 2010 | Jeux CAC                           | Mayagüez    | 3e       | 4 × 100 m | 44 s 27       |
| 2011 | Universiade                        | Shenzhen    | 5e       | 200 m     | 23 s 32       |
| 2011 | Universiade                        | Shenzhen    | 3e       | 4 × 100 m | 43 s 57       |
| 2011 | Jeux panaméricains                 | Guadalajara | finale   | 4 x 100 m | DNF           |
| 2013 | Universiade                        | Kazan       | 3e       | 400 m     | 51 s 72       |
| 2014 | Relais mondiaux de l'IAAF          | Nassau      | 2e       | 4 × 400 m | 3 min 23 s 26 |
| 2014 | Jeux du Commonwealth               | Glasgow     | 1re      | 4 × 400 m | 3 min 23 s 82 |
| 2015 | Relais mondiaux de l'IAAF          | Nassau      | 2e       | 4 × 400 m | 3 min 22 s 49 |
| 2015 | Jeux panaméricains                 | Toronto     | 5e       | 400 m     | 52 s 05       |
| 2015 | Jeux panaméricains                 | Toronto     | 2e       | 4 x 400 m | séries        |
| 2015 | Championnats du monde              | Pékin       | 1re      | 4 x 400 m | séries        |
| 2017 | Relais mondiaux de l'IAAF          | Nassau      | 1re      | 4 × 200 m | séries        |
| 2017 | Championnats du monde              | Londres     | 1re      | 4 x 400 m | séries        |
| 2018 | Championnats du monde en salle     | Birmingham  | finale   | 4 x 400 m | DQ            |
| 2018 | Jeux du Commonwealth               | Gold Coast  | 2e       | 400 m     | 50 s 57       |
| 2018 | Jeux du Commonwealth               | Gold Coast  | 1re      | 4 × 400 m | 3 min 24 s 00 |
| 2018 | Championnats NACAC                 | Toronto     | 2e       | 4 x 400 m | 3 min 27 s 25 |
| 2019 | Relais mondiaux de l'IAAF          | Yokohama    | 5e       | 4 x 400 m | 3 min 28 s 30 |
| 2019 | Championnats du monde              | Doha        | 3e       | 4 x 400 m | 3 min 22 s 37 |

## Records
| Épreuve    | Temps   | Lieu       | Date          |
| ---------- | ------- | ---------- | ------------- |
| 100 mètres | 11 s 41 | Kingston   | 30 mars 2007  |
| 200 mètres | 22 s 85 | Kingston   | 16 avril 2016 |
| 400 mètres | 50 s 57 | Gold Coast | 11 avril 2018 |